# Államvédelmi Hatóság
Államvédelmi Hatóság (ÁVH) (Urząd Bezpieczeństwa Państwa) – policja polityczna Węgierskiej Republiki Ludowej w latach 1945–1956.
Początki ÁVH sięgają 1945, kiedy to utworzono Wydział Polityczny Budapeszteńskiej Komendy Policji (Budapesti Főkapitányság Politikai Rendészeti Osztálya – PRO). Rok później PRO przemianowano na Wydział Bezpieczeństwa Państwa Węgierskiej Policji Państwowej (Magyar Államrendőrség Államvédelmi Osztály – ÁVO). Nazwa ta funkcjonowała w okresie od października 1946 do września 1948, kiedy to Urząd zmienił nazwę na Urząd Bezpieczeństwa Państwa (Államvédelmi Hatóság – ÁVH). Potocznie używano – ze względu na łatwiejszą wymowę – skrótu ÁVO, a pracowników nazywano „awoszami”. Stosowała wzorowane na radzieckich metody represji wobec opozycji poprzez rozbudowaną sieć tajnych współpracowników. Przeprowadzała tajne aresztowania, podczas których wydobywano zeznania za pomocą tortur. ÁVH wybudowała też sieć obozów koncentracyjnych o zaostrzonym rygorze dla wrogów systemu komunistycznego. Államvédelmi Hatóság podlegała operacyjnie służbom sowieckim, wykonując ich polecenia i rozkazy. W czasie powstania węgierskiego w 1956 szturmujący siedzibę ÁVH w Budapeszcie tłum został ostrzelany przez jej tajnych agentów co doprowadziło do śmierci blisko 100 osób. W październiku 1956 służba ta została rozwiązana przez premiera Imre Nagya.
Jej sukcesorką została istniejąca do 1990 Państwowa Służba Bezpieczeństwa (Állambiztonsági Szolgálat - AVSZ) i Departament III/III ministerstwa spraw wewnętrznych (Belügyminisztérium), odpowiedzialny za zwalczanie opozycji politycznej.
Kwatera główna ÁVH mieściła się w byłej siedzibie faszystowskiej partii strzałokrzyżowców na Andrássy út 60 w Budapeszcie. Obecnie w tym  budynku mieści się muzeum o nazwie "Dom Terroru" (Terror Háza), upamiętniające zbrodnie totalitaryzmów na Węgrzech.